# Hit Parader
Hit Parader es una revista de música estadounidense que se centra en los géneros de hard rock y heavy metal.
Se inició originalmente como una revista de pop, dando información de letras de canciones, por Charlton Publicaciones en 1942. Charlton vendió la revista en la década de 1980, antes de que la compañía quebrara en 1991. Se menciona en la canción de los Guns N' Roses, "Get in the Ring", donde es criticado por "publicar mentiras en vez de las cosas que (Guns N' Roses), dijo" y "estafando a los niños que pagan con su dinero duramente ganado para leer sobre las bandas que quieren oír, la impresión se encuentra, a partir de la controversia."
Hit Parader también lanzó muchos "Top 100 de las listas", tales como "Las 100 mejores bandas del metal", "Los 100 mejores guitarristas", "Los 100 mejores vocalistas del metal", "Los 100 mejores bajistas y bateristas" y así sucesivamente.